# Herpsilochmus axillaris
A Herpsilochmus axillaris a madarak osztályának verébalakúak (Passeriformes) rendjébe és a hangyászmadárfélék (Thamnophilidae) családjába tartozó faj.

## Rendszerezése
A fajt Johann Jakob von Tschudi svájci természettudós írta le 1844-ben, a Thamnophilus nembe Thamnophilus axillaris néven.

## Alfajai
- Herpsilochmus axillaris aequatorialis Taczanowski & Berlepsch, 1885
- Herpsilochmus axillaris axillaris (Tschudi, 1844)
- Herpsilochmus axillaris puncticeps Taczanowski, 1882
- Herpsilochmus axillaris senex Bond & Meyer de Schauensee, 1940[2]

## Előfordulása
Az Andok hegységben, Ecuador, Kolumbia és Peru területén honos. A természetes élőhelye a szubtrópusi vagy trópusi síkvidéki és hegyi esőerdők. Állandó, nem vonuló faj.

## Megjelenése
Testhossza 11–12 centiméter, testtömege 10–13 gramm.
|  |

## Életmódja
Kevésbé ismert, valószínűleg rovarokkal és pókokkal táplálkozik.

## Külső hivatkozások
- Képek az interneten a fajról
- Xeno-canto.org